# Limnodriloides maslinicensis
Limnodriloides maslinicensis is een ringworm uit de familie van de Naididae. De wetenschappelijke naam van de soort is voor het eerst geldig gepubliceerd in 1971 door Hrabe.